# Liolaemus lorenzmuelleri
Espèce
Statut de conservation UICN

 EN B1ab(iii) : En danger
Liolaemus lorenzmuelleri est une espèce de sauriens de la famille des Liolaemidae.

## Répartition
Cette espèce est endémique de la région de Coquimbo au Chili. Elle vit dans les steppes où la végétation prédominante est composée de Adesmia hystrix et de Stipa chrysophylla.

## Description
C'est un saurien ovipare.

## Étymologie
Cette espèce est nommée en l'honneur de Lorenz Müller.

## Publication originale
- Hellmich, 1950 : Beiträge zur Kenntnis der Herpetofauna Chiles. XIII. Die Eidechsen der Ausbeute Schröder (Gattung Liolaemus, Iguan.). Veröffentlichungen der Zoologischen Staatssammlung München, vol. 1, p. 129-194 (texte intégral).